# Carolina Costa
Pour les articles homonymes, voir Costa.
Carolina Costa, née le 25 août 1994 à Messine (Sicile), est une judokate handisport italienne concourant dans la catégorie des +70 kg. Après un titre européen (2019) et une médaille de bronze mondiale (2018), elle est médaillée de bronze paralympique en 2021.

## Biographie
Ayant commencé le judo à l'âge de 3 ans, elle concourt chez les valides jusqu'en 2016, année où on lui diagnostique une maladie dégénérative des yeux.
Sa mère est l'ancienne judokate italienne d'origine polonaise Katarzyna Juszczak (en).

## Carrière
Pour ses premiers championnats d'Europe en 2019, Carolina Costa bat l'Azerbaïdjanaise Dursadaf Karimova et devient championne d'Europe des +70 kg.
Lors des Jeux paralympiques d'été de 2020, elle remporte son match pour la médaille de bronze par ippon face à l'Ukrainienne Anastasiia Harnyk. C'est la première médaille de l'Italie en judo aux Jeux paralympiques depuis 1992.

## Palmarès
| Date | Compétition           | Lieu     | Place |
| ---- | --------------------- | -------- | ----- |
| 2018 | Championnats du monde | Lisbonne | 3e    |
| 2019 | Championnats d'Europe | Gênes    | 1re   |
| 2021 | Jeux paralympiques    | Tokyo    | 3e    |